# Rožná
Rožná är en ort i Tjeckien.   Den ligger i regionen Vysočina, i den östra delen av landet, 150 km sydost om huvudstaden Prag. Rožná ligger 474 meter över havet och antalet invånare är 738.
Terrängen runt Rožná är platt västerut, men österut är den kuperad. Runt Rožná är det glesbefolkat, med 20 invånare per kvadratkilometer. Närmaste större samhälle är Bystřice nad Pernštejnem, 5,3 km norr om Rožná. Trakten runt Rožná består till största delen av jordbruksmark.